# کورین لائه
کورین لائه (فرانسوی: Corinne Lahaye‎؛ ‏ ۲۸ مارس ۱۹۴۷ – ۱۶ فوریهٔ ۲۰۲۰) بازیگر اهل فرانسه بود.
لائه در سال ۱۹۶۹ از دانشکده ملی هنرهای دراماتیک فارغ‌التحصیل شد. او در دهه‌های ۱۹۷۰ و ۱۹۸۰ در کمدی‌های متعددی بازی کرد. او از سال ۲۰۰۰ تا زمان تعطیلی «جشنوارهٔ تابستانی کارپنتراس» در سال ۲۰۰۹، رئیس آن بود.
لائه در ۱۶ فوریه ۲۰۲۰ در سن ۷۲ سالگی درگذشت.